# Veronica krumovii
Veronica krumovii är en grobladsväxtart som först beskrevs av Peev, och fick sitt nu gällande namn av D. Peev. Veronica krumovii ingår i släktet veronikor, och familjen grobladsväxter. Inga underarter finns listade i Catalogue of Life.